# Fino all'alba (programma televisivo)
Fino all'alba è un programma televisivo francese prodotto da Netflix.

## Trama
In ogni episodio tre comici vengono condotti in una location infestata e affrontano alcune missioni in cui stabiliscono contatti con fantasmi provenienti dal mondo dei morti. Alla fine della puntata i tre comici eleggono il più spaventoso, il quale riceve una punizione.

## Interpreti
In ogni episodio sono presenti tre attori, che sono anche i concorrenti dell'episodio.

### Prima stagione
- Ahmed Sylla
- Alban Ivanov
- Anne-Sophie Girard
- Audrey Pirault
- Bérengère Krief
- Carlito
- Djimo
- Elhadj Gaye
- Fadily Camara
- Guillaume Bats
- Hakim Jemili
- Issa Doumbia
- Jason Brokerss
- Jeanfi Janssens
- Jhon Rachid
- Laurie Peret
- Lola Dubini
- Mcfly
- Monsieur Poulpe
- Natoo
- Noom Diawara
- Ornella Fleury
- Tania Dutel
- Thomas Vandenberghe

## Episodi
| Stagione       | Episodi | Pubblicazione Francia | Pubblicazione Italia |
| -------------- | ------- | --------------------- | -------------------- |
| Prima stagione | 8       | 2020                  | 2020                 |

## Distribuzione
La serie è stata distribuita il 10 gennaio 2020 in tutti i territori in cui Netflix è disponibile, anche in Ultra HD 4K.